# Vlk a lev
Vlk a lev (v anglickém originále The Wolf and the Lion) je pátý díl první řady středověkého fantasy seriálu Hra o trůny, vytvořeného na základě knih George R. R. Martina. Ve Spojených státech proběhla premiéra dílu 15. května 2011, v Česku to bylo na podzim roku 2013. Scénář napsali hlavní tvůrci seriálu, David Benioff a D. B. Weiss, zatímco režie se ujal, již podruhé, Brian Kirk. Název dílu má odkazovat na znaky dvou hlavních soupeřících rodu: Starků, kteří mají ve svém erbu vlka, a Lannisterů, jež reprezentuje lev.

## Děj

### V Orlím hnízdě

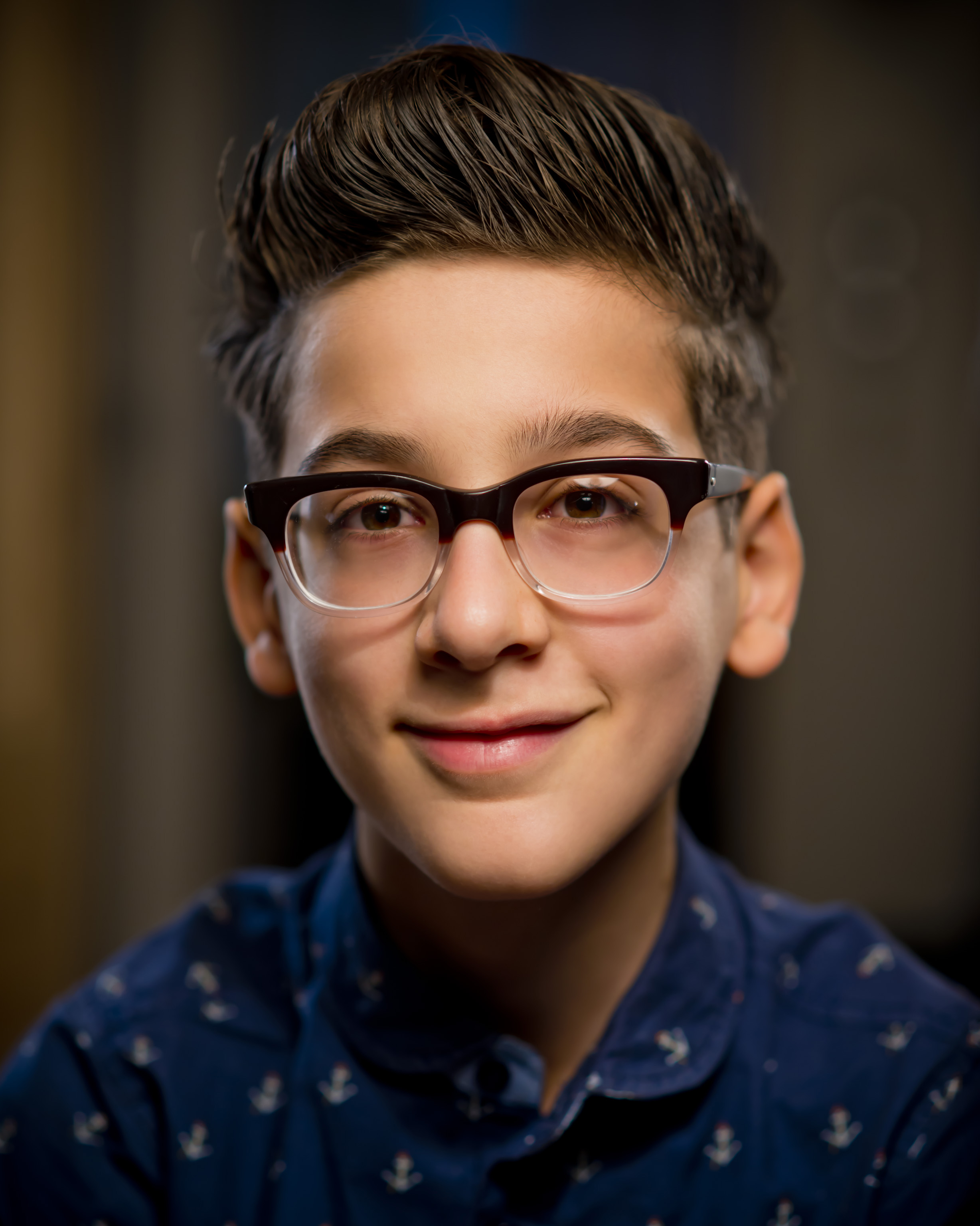
Brazilský herec Lino Facioli získal roli neduživého Robina Arryna

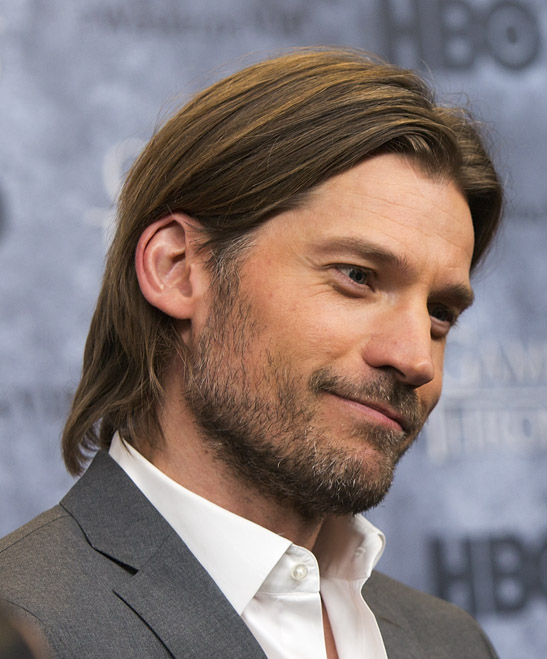
Dánský herec Nikolaj Coster-Waldau ztvárnící Jaimeho Lannistera

Lady Catelyn (Michelle Fairleyová) zajala Tyriona Lannistera (Peter Dinklage) a chce ho postavit před soud za najmutí muže na vraždu jejího syna Brandona. Soud se rozhodne uspořádat v sídle své sestry, lady Lisy, vdovy po Jonu Arrynovi. Po cestě do Orlího hnízda je ale skupina napadena divokými kmeny a přestože Tyrion má možnost utéct, rozhodne se pomoct lady Catelyn v nesnázích a štítem ubije jednoho z barbarů: vůbec poprvé zabije člověka. Všichni nakonec dorazí do sídla, kde ale Cate zjistí, že její sestra Lysa (Kate Dickie) vůbec není taková, jakou si ji pamatuje, naopak, je paranoidní a psychicky labilní. Potkají i Lysina jediného syna, lorda Robina (Lino Facioli), osmiletého neduživého chlapce, kterého jeho matka dosud kojí. Lysa pošle Tyriona do jedné z cel, která ale není obyčejná: při její stavbě bylo využito strategického umístění Orlího hnízda a vnější stěna tak úplně chybí a podlaha se svažuje ke srázu.

### Na Severu
Theon (Alfie Allen) žárlí na Ros (Esmé Bianco), svoji oblíbenou prostitutku, a ta mu vyčte, že Tyrion Lannister je lepší i bohatší milenec. Mezitím se Bran (Isaac Hempstead-Wright) jen těžko srovnává s ochrnutím a mistr Luwin (Donald Sumpter) se proto rozhodne chlapce naučit dothrackému způsobu boje: střelby z luku za jízdy. Ke všemu poslouží i nákres sedla, který jim přinesl Tyrion.

### V Králově přístavišti
Ned Stark (Sean Bean) přesvědčuje krále Roberta (Mark Addy), aby se neúčastnil turnaje, čehož je svědkem i králův panoš Lancel Lannister (Eugene Simon), kterého Robert s oblibou zesměšňuje. Sám Eddard Stark se turnaje neúčastní. Následuje turnajový souboj mezi Gregorem „Horou“ Cleganem (Conan Stevens) a Květinovým rytířem Lorasem Tyrellem (Finn Jones). Hora je silný protivník, vládnoucí především hrubou silou, Loras ho ale přelstí: jede na klisně v říji, čímž rozhodí Cleganova koně. Hora prohraje a v rozzuření setne koni hlavu. Poté se rozběhne na sera Lorase, jehož smrti zabrání až Horův bratr Sandor „Ohař“ Clegane (Rory McCann) a král Robert, který rozkáže, aby oba přestali. Loras prohlásí Ohaře hrdinou a dav nadšeně tleská.
Varys (Conleth Hill) odhalí Nedovi, že Jona Arryna nezabila horečka, ale jed, zvaný „slzy z Lys“. Také novému pobočníkovi prozradí to, že se domnívá, že nedávno zabitý Jonův panoš byl travičem.
Arya (Maisie Williamsová) cvičí šerm a jako součást výcviku má za úkol chytit kočku. Utíká proto Rudou baštou a v zápalu honu se zatoulá až do sklepení, kde vyslechne rozhovor Varyse a magistra Illyria (Roger Allam), který zní jako spiknutí proti koruně. Arya proto utíká za otcem do jeho komnat a vše mu chce říct, sama si ale není jistá, koho viděla, a tak to nevypoví příliš přesně. V tu chvíli do místnosti přichází i Yoren (Francis Magee) se zprávou, že Eddardova manželka Catelyn zajala Tyriona Lannistera.
Zpráva o těhotenství Daenerys Targaryen se rychle šíří a je probírána i na schůzi Malé rady. Dostaví se i Robert, který se bojí možné dothracké invaze a rozhodne se proto dívku, dítě i Viseryse nechat zabít. Proti tomu se ohradí lord Stark, který nesouhlasí s tím, aby bylo zabito malé dítě a sám v Dothracích nevidí nebezpečí. Robert se na svého pobočníka rozzuří a dožene ho k tomu, že na svůj post rezignuje. Ačkoliv je na něj Robert naštvaný, zároveň ho to mrzí a v dalších záběru tak mluví se svojí manželkou Cersei (Lena Headeyová) o tom, proč se tolik Dothraků bojí. Mezitím, Robertův mladší bratr Renly (Gethin Anthony) mluví se svým milencem Lorasem, který se ho snaží přesvědčit, že by byl lepším vládcem, než jakým by byli jeho bratři nebo synovci.
Eddard je rozhodnutý opustit Královo přístaviště o vrátit se na Zimohrad. Rozkáže dcerám, aby se sbalili, a když se chystá odjet, navštíví ho Malíček (Aidan Gillen). Nabídne Nedovi, že ho zavede za člověkem, se kterým Jon Arryn mluvil jako poslední a přestože lord Stark chce nejdříve odmítnout, nakonec přijímá a s Malíčkem se vydává do jednoho z nevěstinců, kde se setkává s prostitutkou Mhaegan (Antonia Christophers). Ta Nedovi vypráví o tom, že má několikaměsíční dceru a chce, aby králi Robertovi, otci její dcery, vyřídil, že jeho dcera je krásná a zdravá. Díky tomuto seznámení Ned zjistí, že Jon Arryn před svojí smrtí hledal Robertovy nemanželské potomky. Po tom, co vyjde z nevěstince, je obklíčen Jaimem Lannisterem (Nikolaj Coster-Waldau) a jeho vojáky. Jaime je naštvaný, že lady Stark zajala jeho bratra a chce ho zpět, vše nakonec vyústí v potyčku mezi Jameho a Nedovi vojáky. Ze Seveřanů nakonec zůstane jen Ned, všichni ostatní, včetně Joryho Cassela (Jamie Sives), jsou mrtví. Eddard se pouští do souboje s Králokatem a když začne vyhrávat, bodne ho jeden z Jaimeho vojáků do nohy. Ačkoliv to byl Jaime, kdo zápas vyprovokoval, je naštvaný, že potyčku nemohl dovést do konce a vojáka, který Neda bodl sám zabije. Nakonec odchází a nechává Neda na zemi.

## Produkce

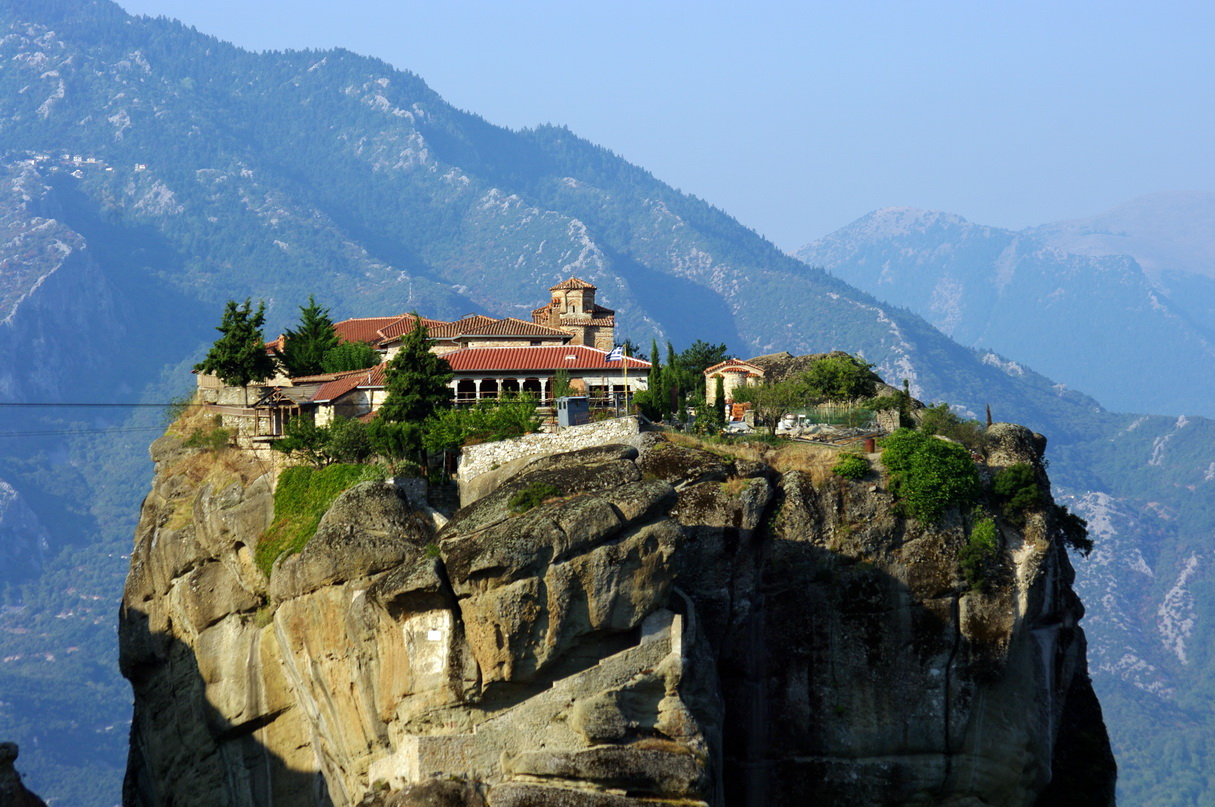
Meteora v Řecku byla použita jako základ pro Orlí hnízdo, rodové sídlo Arrynů

Scénář vytvořili hlavní tvůrci seriálu David Benioff a D. B. Weiss, režie se ujal Brian Kirk (podobně jako u předchozího dílu). Díl popisuje děj kapitol 31 až 36, tedy Eddard VII., Tyrion IV., Arya III., Eddard VIII., Catelyn VI. a Eddard IX. Pro přiblížení postav divákům byly navíc vytvořeny některé scény, například rozhovor Cersei a Roberta nebo Lorase a Renlyho Baratheona. Právě vztah mladšího bratra krále Renly a Květinového rytíře byl v knihách pouze naznačen.
V epizodě se poprvé objevil Květinový rytíř Loras Tyrell, jehož si zahrál Finn Jones, který původně měl ztvárnit Jona Sněha. Taktéž se poprvé objevila postava Lysy Arryn, kterou získala skotská herečka Kate Dickie. George R. R. Martin, tvůrce předlohy pro seriál, uvedl, že Dickie se sice fyzicky nepodobá Lyse, jaká byla popsána v knihách, ale na konkurzech ho ohromil její herecký výkon. Jejího syna Robina si zahrál brazilský herec Lino Faciolli. Ačkoliv v knihách se jeho postava jmenuje Robert, na počest krále Roberta, pro seriál bylo jméno změněno, aby nedošlo k záměnám.
Většina seriálu se natáčela ve studiu The Paint Hall (Severní Irsko). Zde se například natáčelo i Údolí, přičemž ale byly použity textury z řecké Meteory. Scény, kde Arya v podzemí Rudé bašty vyslechne rozhovor Varyse a magistra, se natáčely na Maltě ve Fort St. Angelo.
V epizodě „Vlk a lev“ je velké množství bojových scén, pro které musela být vytvořena choreografie. Tvůrcem šermířských soubojů byl Buster Reeves, který herce učil, co a jak. Sám také řekl, že závěrečná scéna, kde bojují Eddardovi vojáci proti Jaimeho, byla nejtěžší už kvůli počtu účastníků.
Díl je věnován šestadvacetileté Caroline Lois Benoist, která pro seriál trénovala půl roku psy a 29. prosince 2010 zemřela na prasečí chřipku.